# Scott Paulin
Scott Paulin (n. 13 de febrero de 1950; Steubenville, Ohio) es un actor y director de televisión estadounidense.

## Carrera
Su trabajo incluye apariciones en Teen Wolf, House M.D., JAG: Judge Advocate General, ER, Cold Case, Profit, 24 y CSI: Crime Scene Investigation. Sus papeles en el cine incluyen interpretar a Deke Slayton en Elegidos para la gloria y A Soldier's Story, Warning Sign, The Accused, I Am Sam y Red Skull en Capitán América.

## Vida personal
Él y su esposa Wendy Phillips llevan casados desde 1981. Tienen una hija, Jenny Dare Paulin. Paulin se graduó en 1971.